# 雷加德 (上加龙省)
雷加德（法語：Régades，法語發音：[ʁeɡad]）是法国上加龙省的一个市镇，属于圣戈当区。

## 地理
雷加德（43°3'0"N, 0°43'20"E）面积3.62 平方千米，位于法国奧克西塔尼大區上加龙省，该省份为法国西南部内陆省份，西南端与西班牙接壤，自此顺时针与上比利牛斯省、热尔省、塔恩-加龙省、塔恩省、奥德省和阿列日省接壤。
与雷加德接壤的市镇（或旧市镇、城区）包括：阿斯普雷-萨拉、卡巴纳克卡佐、昂科斯莱泰尔姆、佩苏、科曼日地区索沃泰尔。

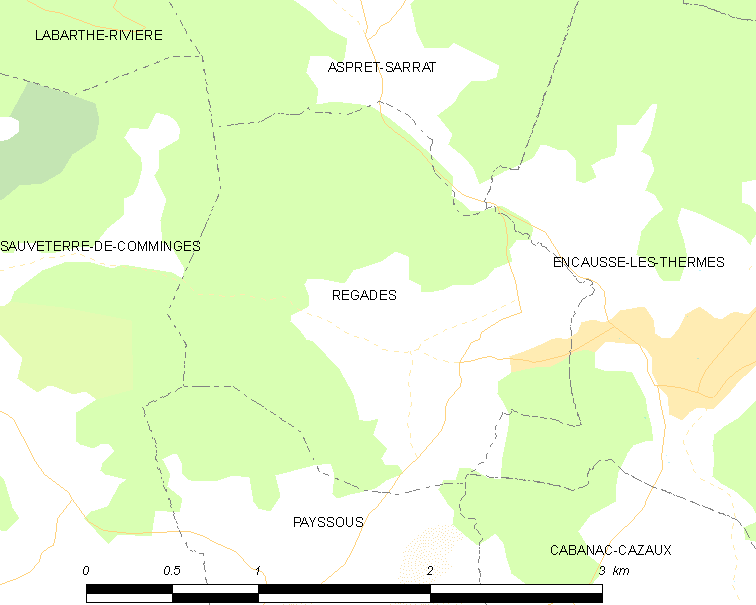
的OSM定位图

雷加德的时区为UTC+01:00、UTC+02:00（夏令时）。

## 行政
雷加德的邮政编码为31800，INSEE市镇编码为31449。

## 政治
雷加德所属的省级选区为圣戈当县。

## 人口

1962-2008年间人口变化图示

雷加德于2022年1月1日时的人口数量为131人。